# Edwin Hubble
Edwin Powell Hubble (20 tháng 11 năm 1889 – 28 tháng 9 năm 1953) là một nhà vật lý, nhà thiên văn học người Mỹ. Ông là người rất thành công trong việc nghiên cứu về thiên văn, vũ trụ. Ông chỉ ra, vũ trụ gồm những Thiên hà (Galaxy) đang giãn ra và phồng lên giống như một quả khinh khí cầu lớn không giới hạn, đưa ra bằng chứng đầu tiên cho thuyết Vụ nổ lớn (Big bang) mô tả quá trình hình thành và phát triển của vũ trụ. Những nghiên cứu, phát hiện của ông về vũ trụ đã đặt nền móng cho ngành khoa học về vũ trụ. Tiếng tăm của ông nổi lên nhờ phát hiện vũ trụ là vô tận và Ngân hà (Milky Way) chúng ta đang sống chỉ là một phần không đáng kể. Tên của ông được đặt cho một định luật do ông phát hiện ra, ngày nay chúng ta gọi là Định luật Hubble. Tên ông sau đó cũng được dùng để đặt tên cho Đài thiên văn vũ trụ Hubble, một đài thiên văn lớn nhất thế giới hiện nay.

## Tiểu sử
Ông sinh ra tại Marshfield, Missouri và chuyển đến Wheaton, Illinois vào năm 1898. Thời trẻ ông nổi tiếng về thể thao hơn về trí tuệ của ông, mặc dù ông cũng đạt thứ hạng cao trong tất cả các môn học, ngoại trừ môn đánh vần. Ông chơi tốt bóng bầu dục và chạy, nhảy xa, nhảy cao, đấm bốc. Năm 1906, ông đã lập kỷ lục quốc gia cho môn nhảy cao tại Illinois.
Các nghiên cứu của ông ở Đại học Chicago tập trung vào toán học, thiên văn học và triết học. Năng lực về nghiên cứu và thể thao giúp ông giành được một xuất học bổng Rhodes của trường đại học Oxford. Tại đây ông nghiên cứu về luật học, sau đó chuyển sang nghiên cứu văn học và tiếng Tây Ban Nha. Khi trở về Hoa Kỳ, ông dạy tiếng Tây Ban Nha cho một trường trung học một thời gian. Một vài thói quen và cách ăn mặc của người Anh đã theo ông cả đời, đôi khi làm phát cáu thêm các đồng nghiệp người Mỹ của ông.
Trong Chiến tranh Thế giới lần 1, ông tham gia vào chiến đấu và nhanh chóng được thăng quân hàm thiếu tá. Sau đó, ông giải ngũ và quay trở lại vởi thiên văn học, ông làm việc tại Đài thiên văn Yerkes của đại học Chicago, tại đây ông nhận bằng tiến sĩ năm 1917 vởi luận án có tiêu đề "Photographic Investigations of Faint Nebulae". Năm 1919 ông đến làm việc tại Đài thiên văn Wilson. Ông quan sát vũ trụ qua kính viễn vọng Hooker 100 inch - loại kính viễn vọng mạnh nhất thế giới vừa được chế tạo khi đó. Tại đây ông phát hiện ra nhiều điều lý thú về vũ trụ và thiên văn.

### Định luật Hubble

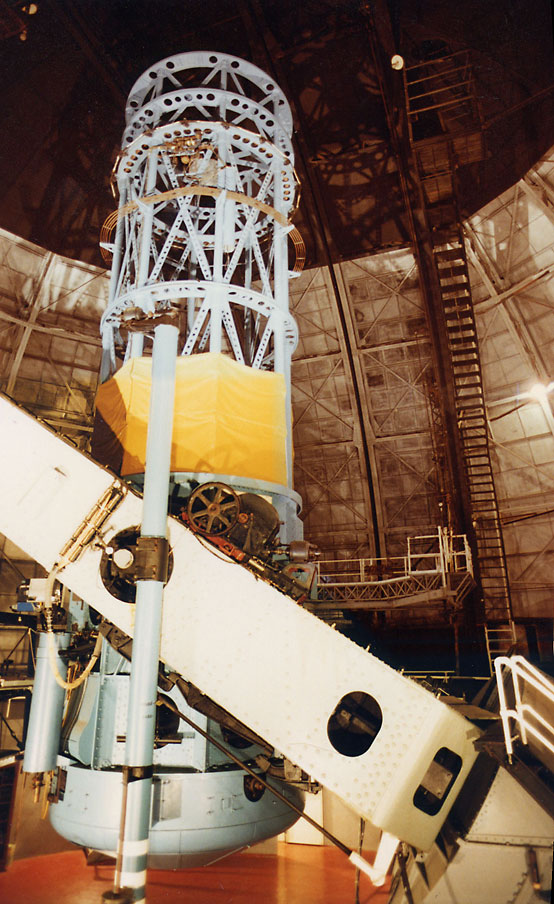
Kính viễn vọng Hooker 100 inch tại Đài thiên văn Mount Wilson mà Hubble đã sử dụng để đo các dịch chuyển đỏ của thiên hà và giá trị cho tốc độ giãn nở của vũ trụ

## Hubble với Giải Nobel
Vào những năm 1950 của thế kỷ 20, chưa có giải Nobel dành cho thiên văn học. Ông là người đã giành nhiều thời gian cuối đời tranh luận cho việc xem xét, coi lĩnh vực thiên văn học là một ngành của vật lý. Sau nhiều năm tranh luận, Ủy ban trao Giải Nobel quyết định coi thiên văn học là một ngành của vật lý. Tuy nhiên quyết định này là quá muộn, ông qua đời vào năm 1953 và không hề nhận được giải thưởng khoa học uy tín này.